# Instituto de Investigación Matemática de Oberwolfach

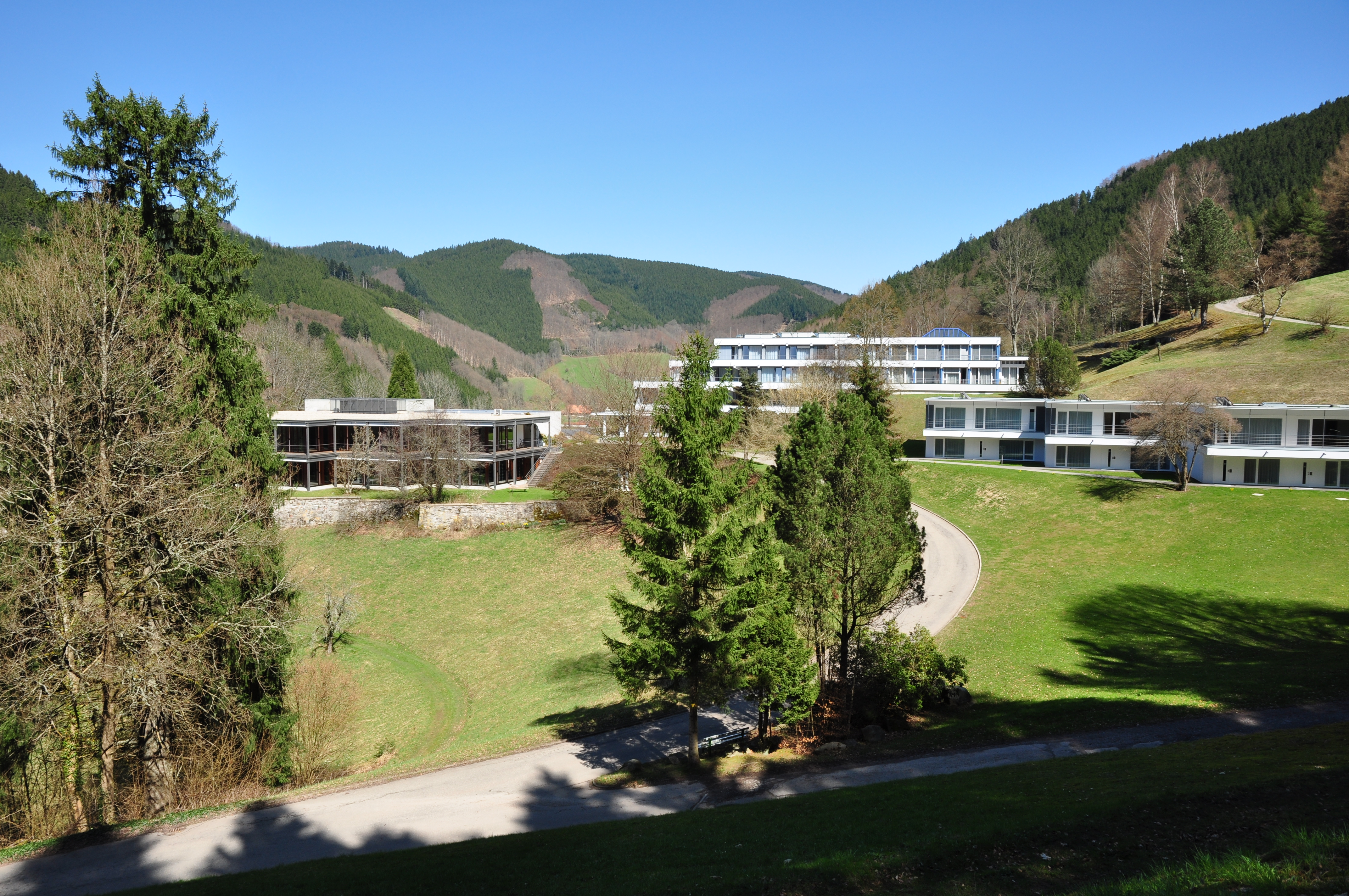
Biblioteca, edificio principal y dormitorios

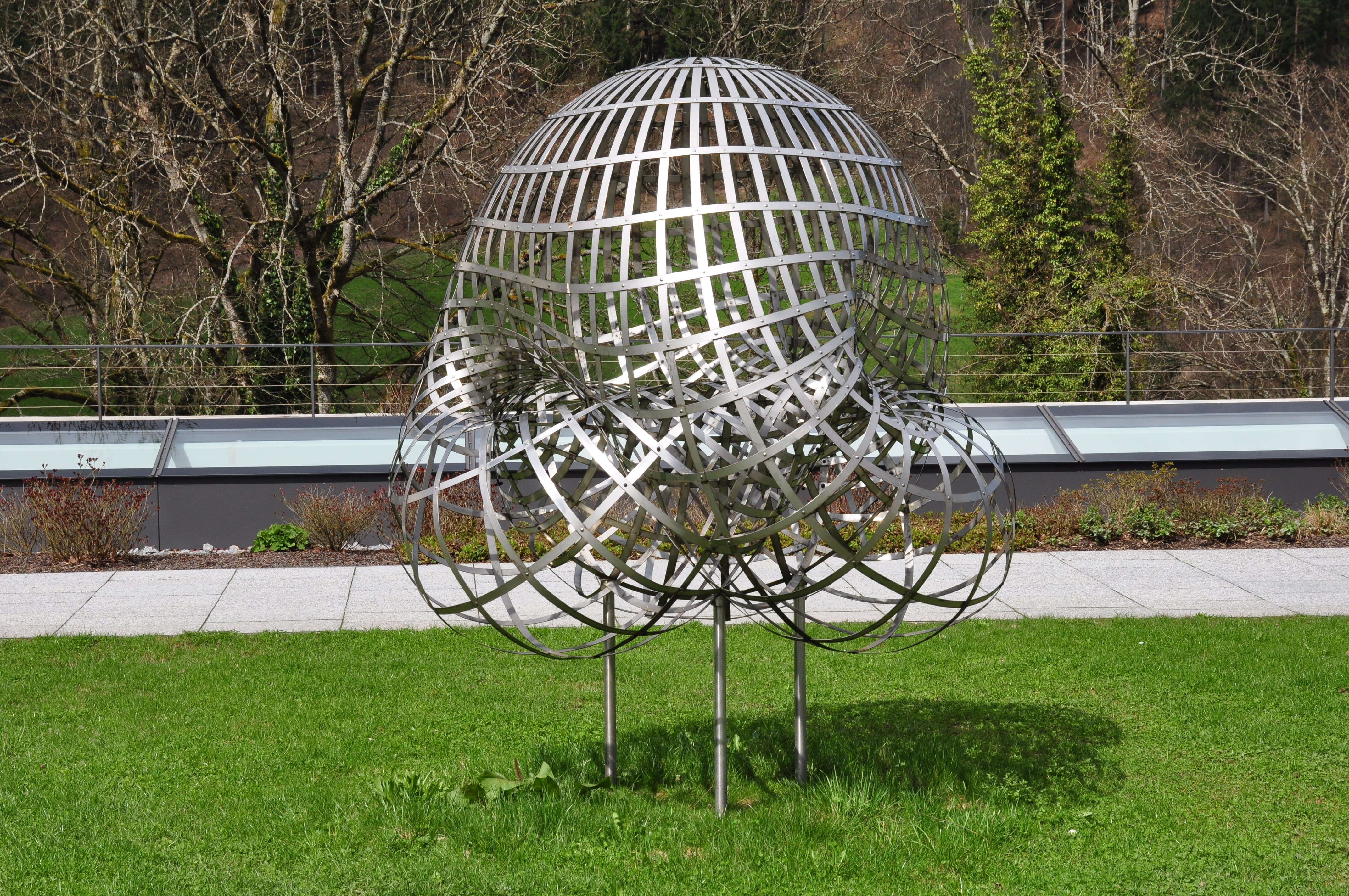
Modelo de una superficie de Boy, en la entrada del Instituto

El Instituto de Investigación Matemática de Oberwolfach (en alemán: Mathematisches Forschungsinstitut Oberwolfach), sito en Oberwolfach (Alemania), fue fundado por el matemático Wilhelm Süss, en 1944. Organiza seminarios semanales sobre diversos temas matemáticos y reúne a especialistas de diversos países.

## Historia
En 1942, en plena Segunda Guerra Mundial y cuando el ministro de Ciencia y Educación del Reich, Bernhard Rust, empezaba a intuir que la política anti-intelectual del Partido Nazi estaba destruyendo la universidad alemana, el matemático Wilhelm Süss, miembro del Partido Nazi, le convenció de hacer algo para salvar lo que fuese posible de la supremacía matemática mundial que hasta entonces había tenido Alemania. La idea de Süss era crear un instituto nacional de matemáticas, pero esta idea no recibió aprobación gubernamental hasta 1944.
Süss, a pesar de la desesperada situación militar del Reich, actuó con rapidez y logró fundar el Reichsinstitut für Mathematik en noviembre de 1944, adquiriendo una finca conocida con el nombre de Lorenzenhof de la localidad de Oberwolfach (Baden-Württemberg) y llenándola de calculadoras y matemáticos que, de esta forma, se encontraban a salvo de los bombardeos aliados, porque el instituto se ubicaba en plena Selva Negra, a más de cincuenta kilómetros de cualquier ciudad importante (las más cercanas son Estrasburgo y Friburgo).

## Directores
- 1944–1958: Wilhelm Süss
- 1958–1959: Hellmuth Kneser
- 1959–1963: Theodor Schneider
- 1963–1994: Martin Barner
- 1994–2002: Matthias Kreck
- 2002–2013: Gert-Martin Greuel
- 2013– : Gerhard Huisken

## Premio Oberwolfach
El Premio Oberwolfach es concedido aproximadamente cada tres años, en campos de avance de la matemática, concedido a jóvenes matemáticos europeos de hasta 35 años de edad. Es financiado por la Fundación Oberwolfach y concedido en cooperación con el instituto.

### Premiados
- 1991: Peter Kronheimer
- 1993: Jörg Brüdern y Jens Franke
- 1996: Gero Friesecke y Stefan Sauter
- 1998: Alice Guionnet
- 2000: Luca Trevisan
- 2003: Paul Biran
- 2007: Ngô Bảel Châu
- 2010: Nicola Gigli y László Székelyhidi
- 2013: Hugo Duminil-Copin
- 2016: Jacob Fox
- 2019: Oscar Randal-Williams
- 2022: Vesselin Dimitrov